# Rhagamys
Rhagamys is een geslacht van uitgestorven knaagdieren uit de onderfamilie der muizen en ratten van de Oude Wereld (Murinae) dat voorkwam op de mediterrane eilanden Corsica en Sardinië, waar dit dier sinds het Laat-Pleistoceen leefde. Rhagamys orthodon (Hensel, 1856) was de enige soort van het geslacht Rhagamys, dat tot de Apodemus-divisie behoorde. R. orthodon stamt af van de bosmuizen (Apodemus) of van het fossiele geslacht Rhagapodemus, waarvan een soort, Rh. minor, uit het Vroeg- en Midden-Pleistoceen van Corsica en Sardinië bekend is en oorspronkelijk in Rhagamys werd geplaatst.
Rh. orthodon heeft na de kolonisatie door de mens, zo'n 9000 jaar geleden, nog lange tijd overleefd, maar is in het eerste of mogelijk zelfs het tweede millennium uitgestorven, waarschijnlijk door de verschijning van de zwarte rat (Rattus rattus), vergaande ontbossing en een toename van de landbouw.
Rh. orthodon was een grote soort (het gewicht bedroeg tot vijftig gram) met grote, hoogkronige kiezen. Het dier vormde deel van de endemische uitgestorven fauna van Sardinië en Corsica, die ook een woelmuis (Microtus henseli), een haasachtige (Prolagus sardus), spitsmuizen (Nesiotites), een mol (Talpa tyrrhenica), een hondachige (Cynotherium sardous), een otter (Cyrnaonix majori) en een hert (Megaloceros cazioti) omvatte. Van de endemische vormen is tegenwoordig nog slechts de Sardijnse grootoorvleermuis (Plecotus sardus) over.
Allorattus · 
Antemus · 
Anthracomys · 
Beremendimys · 
Castillomys · 
Castromys · 
Chardinomys · 
Dilatomys · 
Euryotomys · 
Hansdebruijnia · 
Hooijeromys · 
Huaxiamys · 
Huerzelerimys · 
Kritimys · 
Leilaomys · 
Linomys ·
Orientalomys · 
Paraethomys · 
Parapelomys · 
Parapodemus · 
Progonomys · 
Prohadromys · 
Qianomys · 
Ratchaburimys · 
Rhagamys · 
Rhagapodemus · 
Saidomys · 
Sinapodemus · 
Stephanomys · 
Wushanomys · 
Yunomys
Soorten met onduidelijke verwantschappen:
Karnimata huxleyi · 
Karnimata inflata · 
Karnimata intermedia · 
Karnimata minima · 
Mastomys colberti · 
Mus hipparionum · 
Progonomys debruijni